# Liste des députés de la XVIe législature du Parlement grec

Les députés de la XVIe législature du Parlement grec sont les 300 députés de la XVIe législature du Parlement grec élue lors des élections législatives grecques de janvier 2015. Leur mandat commence le 5 février et s'achève par la dissolution du Parlement le 28 août 2015.

Composition initiale de la XVIe législature du Parlement grec :
KKE: 15
SYRIZA: 149
PASOK : 13
Potami : 17
ND : 76
ANEL : 13
Aube dorée : 17

## Liste des députés
- Haut – A
- B
- C
- D
- E
- F
- G
- H
- I
- J
- K
- L
- M
- N
- O
- P
- Q
- R
- S
- T
- U
- V
- W
- X
- Y
- Z

| Nom                              | Circonscription  | Parti | Parti               | Notes |
| -------------------------------- | ---------------- | ----- | ------------------- | --- |
| Geórgios Akriótis                | Eubée            |       | SYRIZA              | |
| Ioánnis Amanatídis               | Thessalonique A  |       | SYRIZA              | |
| Lítsa Ammanatídou-Paschalídou    | Thessalonique B  |       | SYRIZA              | Rejoint Unité populaire le 21 août 2015 |
| Geórgios Amyrás                  | Athènes B        |       | La Rivière          | |
| Athanasía Anagnostopoúlou        | Achaïe           |       | SYRIZA              | Ministre adjointe aux Affaires européennes à partir du 17 juillet 2015 |
| Sávvas Anastasiádis              | Thessalonique B  |       | Nouvelle Démocratie | |
| Ioánnis Andrianós                | Argolide         |       | Nouvelle Démocratie | |
| Stavroúla Antonákou              | Le Pirée A       |       | La Rivière          | |
| Ioánnis Antoniádis               | Flórina          |       | Nouvelle Démocratie | |
| María Antoníou                   | Kastoria         |       | Nouvelle Démocratie | |
| Ouranía Antonopoúlou             | Liste nationale  |       | SYRIZA              | |
| Evángelos Apostólou              | Eubée            |       | SYRIZA              | |
| Stávros Arachovítis              | Laconie          |       | SYRIZA              | |
| Fotiní Arambatzí                 | Serrès           |       | Nouvelle Démocratie | |
| Geórgios Arvanitídis             | Thessalonique B  |       | PASOK               | |
| Michaïl Arvanítis-Avrámis        | Achaïe           |       | Aube dorée          | |
| Ánna-Michelle Assimakopoúlou     | Athènes B        |       | Nouvelle Démocratie | |
| Athánasios Athanasíou            | Attique          |       | SYRIZA              | Questeur pour la première session ordinaire |
| Charálambos Athanasíou           | Lesbos           |       | Nouvelle Démocratie | |
| Eléni Avlonítou                  | Athènes B        |       | SYRIZA              | |
| Elefthérios Avyenákis            | Héraklion        |       | Nouvelle Démocratie | |
| Dóra Bakoyánni                   | Athènes A        |       | Nouvelle Démocratie | |
| Ioánnis Baláfas                  | Athènes B        |       | SYRIZA              | Deuxième vice-président |
| Gerásimos Balaoúras              | Élide            |       | SYRIZA              | |
| Symeón Ballís                    | Magnésie         |       | SYRIZA              | |
| Konstandínos Barbaroússis        | Étolie-Acarnanie |       | Aube dorée          | |
| Konstantínos Bárkas              | Préveza          |       | SYRIZA              | |
| Konstantínos Baryótas            | Larissa          |       | La Rivière          | |
| Evángelos Bassiákos              | Béotie           |       | Nouvelle Démocratie | |
| Dimítrios Baxevanákis            | Élide            |       | SYRIZA              | |
| Chrístos Boukóros                | Magnésie         |       | Nouvelle Démocratie | |
| Athanásios Boúras                | Attique          |       | Nouvelle Démocratie | |
| Kyriákos Charakídis              | Dráma            |       | La Rivière          | |
| Máximos Charakópoulos            | Larissa          |       | Nouvelle Démocratie | |
| Déspina Charalambídou            | Thessalonique A  |       | SYRIZA              | Troisième vice-présidente Rejoint Unité populaire le 21 août 2015 |
| Chrístos Chatzisávvas            | Kilkís           |       | Aube dorée          | |
| Nikólaos Chountís                | Athènes B        |       | SYRIZA              | Ministre adjoint aux Affaires européennes jusqu'au 13 juillet 2015 Démissionnaire, remplacé par Giorgos Kyritsis le 13 juillet 2015                                                     |
| Paraskeví Christofilopoúlou      | Attique          |       | PASOK               | |
| Kostís Damavolítis               | Héraklion        |       | ANEL                | Démissionnaire, remplacé par Grigoris Makaronas le 2 juillet 2015 |
| Spyrídon Danéllis                | Héraklion        |       | La Rivière          | |
| Athanásios Davákis               | Laconie          |       | Nouvelle Démocratie | |
| Ioánnis Dédes                    | Attique          |       | SYRIZA              | |
| Konstantínos Delimítros          | Magnésie         |       | SYRIZA              | Rejoint Unité populaire le 21 août 2015 |
| Níkos Déndias                    | Athènes B        |       | Nouvelle Démocratie | |
| Konstantínos Dermitzákis         | Lassithi         |       | SYRIZA              | |
| Evángelos Diamantópoulos         | Kastoria         |       | SYRIZA              | Rejoint Unité populaire le 21 août 2015 |
| Geórgios Dimarás                 | Athènes B        |       | SYRIZA              | |
| Chrístos Dímas                   | Corinthie        |       | Nouvelle Démocratie | |
| Dimítrios Dimitriádis            | Kozani           |       | SYRIZA              | |
| Anastásios Dimoschákis           | Évros            |       | Nouvelle Démocratie | |
| Iró Dióti                        | Larissa          |       | SYRIZA              | |
| Ioánnis Dragasákis               | Athènes B        |       | SYRIZA              | Vice-Premier ministre |
| Theódoros Drítsas                | Le Pirée A       |       | SYRIZA              | Ministre adjoint de la Marine |
| Panayóta Dritséli                | Trikala          |       | SYRIZA              | Secrétaire pour la première session ordinaire |
| Ioánnis Drivelégas               | Chalcidique      |       | PASOK               | |
| Dimítrios Emmanouilídis          | Kavala           |       | SYRIZA              | |
| Sokrátis Fámellos                | Thessalonique B  |       | SYRIZA              | |
| Nikólaos Fílis                   | Athènes A        |       | SYRIZA              | Représentant parlementaire de la SYRIZA |
| Theódoros Fortsákis              | Liste nationale  |       | Nouvelle Démocratie | |
| Iáson Fotílas                    | Achaïe           |       | La Rivière          | |
| Theanó Fotíou                    | Athènes B        |       | SYRIZA              | Ministre adjointe de la Solidarité Sociale |
| Ioánna Gaïtáni                   | Thessalonique A  |       | SYRIZA              | Rejoint Unité populaire le 21 août 2015 |
| Dimítrios Gákis                  | Dodécanèse       |       | SYRIZA              | |
| Geórgios Galéos                  | Argolide         |       | Aube dorée          | |
| Anastasía Gará                   | Évros            |       | SYRIZA              | |
| Geórgios Georgandás              | Kilkís           |       | Nouvelle Démocratie | |
| Spyrídon-Ádonis Georgiádis       | Athènes B        |       | Nouvelle Démocratie | Représentant parlementaire de Nouvelle Démocratie |
| Efstathía Georgopoúlou-Saltári   | Élide            |       | SYRIZA              | |
| Geórgios Germenís                | Athènes B        |       | Aube dorée          | |
| Antónios Grégos                  | Thessalonique A  |       | Aube dorée          | |
| Fótios Grekós                    | Thessalonique B  |       | Aube dorée          | |
| Leonídas Grigorákos              | Laconie          |       | PASOK               | Représentant parlementaire du PASOK |
| Stávros Grigóris                 | Leucade          |       | SYRIZA              | |
| Stéfanos Ghíkas                  | Corfou           |       | Nouvelle Démocratie | |
| Ioánnis Ghiókas                  | Attique          |       | KKE                 | |
| Konstantínos Ghioulékas          | Thessalonique A  |       | Nouvelle Démocratie | |
| Kostís Hadjidákis                | Athènes B        |       | Nouvelle Démocratie | |
| Aléxandros Hadjidimitríou        | Serrès           |       | La Rivière          | |
| Vassílios Hadjilámbrou           | Achaïe           |       | SYRIZA              | |
| Pávlos Haïkális                  | Attique          |       | ANEL                | Ministre adjoint de la Sécurité sociale à partir du 17 juillet 2015 |
| Vassílios Ikonómou               | Liste nationale  |       | Nouvelle Démocratie | |
| Ekateríni Inglézi                | Chalcidique      |       | SYRIZA              | |
| Ilías Ioannídis                  | Kavala           |       | SYRIZA              | Rejoint Unité populaire le 21 août 2015 |
| Konstantínos-Iraklís Ísychos     | Athènes B        |       | SYRIZA              | Ministre adjoint de la Défense jusqu'au 17 juillet 2015 Rejoint Unité populaire le 21 août 2015                                                                                         |
| Charoúla Kafandári               | Athènes B        |       | SYRIZA              | |
| Geórgios Kaḯsas                  | Évros            |       | SYRIZA              | |
| Nikítas Kaklamánis               | Athènes A        |       | Nouvelle Démocratie | Quatrième vice-président |
| Stávros Kalafátis                | Thessalonique A  |       | Nouvelle Démocratie | |
| Ilías Kamaterós                  | Dodécanèse       |       | SYRIZA              | |
| Dimítrios Kamménos               | Le Pirée B       |       | ANEL                | Président du groupe politique des Grecs indépendants |
| Pános Kamménos                   | Athènes B        |       | ANEL                | Ministre de la Défense nationale |
| Liána Kanélli                    | Athènes A        |       | KKE                 | |
| María Kanellopoúlou              | Achaïe           |       | SYRIZA              | |
| Chrístos Karayannídis            | Dráma            |       | SYRIZA              | |
| Ioánnis Karayánnis               | Ioannina         |       | SYRIZA              | |
| Konstantínos Karagoúnis          | Étolie-Acarnanie |       | Nouvelle Démocratie | |
| Evangelía Karakósta              | Le Pirée B       |       | SYRIZA              | |
| Ánna Karamanlí                   | Athènes B        |       | Nouvelle Démocratie | |
| Konstantínos Karamanlís          | Serrès           |       | Nouvelle Démocratie | |
| Kóstas Karamanlís                | Thessalonique A  |       | Nouvelle Démocratie | |
| Apóstolos Karanastásis           | Phthiotide       |       | SYRIZA              | |
| Theódoros Karáoglou              | Thessalonique B  |       | Nouvelle Démocratie | |
| Effrosýni Karasarlídou           | Imathie          |       | SYRIZA              | |
| Geórgios Karasmánis              | Pella            |       | Nouvelle Démocratie | |
| Nikólaos Karathanasópoulos       | Achaïe           |       | KKE                 | Représentant parlementaire du Parti communiste de Grèce |
| Aïchán Kará Yousoúf              | Rhodope          |       | SYRIZA              | |
| Panayótis Karkatsoúlis           | Liste nationale  |       | La Rivière          | |
| Geórgios Kassapídis              | Kozani           |       | Nouvelle Démocratie | |
| Ilías Kassidiáris                | Attique          |       | Aube dorée          | |
| Iríni Kassimáti                  | Le Pirée B       |       | SYRIZA              | |
| Charíssios Kátanas               | Kozani           |       | ANEL                | |
| Vasilikí Katrivánou              | Athènes B        |       | SYRIZA              | |
| Konstantínos Katsafádos          | Le Pirée A       |       | Nouvelle Démocratie | |
| Andréas Katsaniótis              | Achaïe           |       | Nouvelle Démocratie | |
| Chryssoúla Katsavriá-Sioropoúlou | Kardítsa         |       | SYRIZA              | |
| Mários Kátsis                    | Thesprotie       |       | SYRIZA              | |
| Chrístos Katsótis                | Athènes B        |       | KKE                 | |
| Ioannéta Kavvadía                | Athènes B        |       | SYRIZA              | |
| Symeón Kedíkoglou                | Eubée            |       | Nouvelle Démocratie | |
| Ólga Kefaloyánni                 | Athènes A        |       | Nouvelle Démocratie | |
| Ioánnis Kefaloyánnis             | Réthymnon        |       | Nouvelle Démocratie | Secrétaire pour la première session ordinaire |
| Vassílios Keguéroglou            | Héraklion        |       | PASOK               | |
| Chrístos Kéllas                  | Larissa          |       | Nouvelle Démocratie | |
| Níki Keraméos                    | Liste nationale  |       | Nouvelle Démocratie | |
| Vassílios Kikílias               | Athènes A        |       | Nouvelle Démocratie | |
| Dimítrios Kodélas                | Argolide         |       | SYRIZA              | |
| Vassílios Kókkalis               | Larissa          |       | ANEL                | |
| María Kóllia-Tsarouchá           | Serrès           |       | ANEL                | Secrétaire d'État des affaires de la Macédoine et de la Thrace |
| Charálambos-Stávros Kondonís     | Zante            |       | SYRIZA              | |
| Aléxandros Kondós                | Xánthi           |       | Nouvelle Démocratie | |
| Emmanouíl Kónsolas               | Dodécanèse       |       | Nouvelle Démocratie | |
| Pétros Konstantinéas             | Messénie         |       | SYRIZA              | |
| Odysséas Konstantinópoulos       | Arcadie          |       | PASOK               | |
| Dimítrios Konstantópoulos        | Étolie-Acarnanie |       | PASOK               | |
| Zoé Konstantopoúlou              | Athènes A        |       | SYRIZA              | Présidente du Parlement grec |
| Timoléon Kopsachílis             | Grévéna          |       | Nouvelle Démocratie | |
| Ilías Kostopanayótou             | Phocide          |       | SYRIZA              | |
| Thomás Kótsias                   | Eurytanie        |       | SYRIZA              | Rejoint Unité populaire le 21 août 2015 |
| Konstadínos Koukodímos           | Piérie           |       | Nouvelle Démocratie | Questeur pour la première session ordinaire |
| Geórgios Koumoutsákos            | Athènes B        |       | Nouvelle Démocratie | |
| Élena Koundourá                  | Athènes A        |       | ANEL                | Ministre adjointe du Tourisme |
| Tássos Kourákis                  | Thessalonique A  |       | SYRIZA              | Ministre adjoint de l’Éducation |
| Theofánis Kourembés              | Corinthie        |       | SYRIZA              | |
| Panayótis Kouroumblís            | Athènes B        |       | SYRIZA              | Ministre de la Santé et de la Sécurité sociale |
| Yánnis Koutsoúkos                | Élide            |       | PASOK               | Représentant parlementaire du PASOK |
| Dimítris Koutsoúmbas             | Athènes B        |       | KKE                 | Président du groupe politique du Parti communiste de Grèce |
| Nikólaos Kouzílos                | Le Pirée A       |       | Aube dorée          | |
| Panayóta Kozombóli-Amanatídi     | Messénie         |       | SYRIZA              | |
| Dimítrios Kremastinós            | Dodécanèse       |       | PASOK               | |
| Michaïl Kritsotákis              | Héraklion        |       | SYRIZA              | Rejoint Unité populaire le 21 août 2015 |
| Vassílios Kyriakákis             | Phthiotide       |       | SYRIZA              | Rejoint Unité populaire le 21 août 2015 |
| Dimítrios Kyriazídis             | Dráma            |       | Nouvelle Démocratie | |
| Aglaïa Kyrítsi                   | Liste nationale  |       | SYRIZA              | Rejoint Unité populaire le 21 août 2015 |
| Panayiótis Lafazánis             | Le Pirée B       |       | SYRIZA              | Ministre du Redressement productif, de l'Environnement et de l'Énergie jusqu'au 17 juillet 2015 Rejoint Unité populaire le 21 août 2015 Président du groupe politique d'Unité populaire |
| Ioánnis Lagós                    | Le Pirée B       |       | Aube dorée          | |
| Geórgios Lambroúlis              | Larissa          |       | KKE                 | Septième vice-président |
| Konstantínos Lapavítsas          | Imathie          |       | SYRIZA              | Rejoint Unité populaire le 21 août 2015 |
| Spyrídon Láppas                  | Kardítsa         |       | SYRIZA              | |
| Efstáthios Leoutsákos            | Le Pirée A       |       | SYRIZA              | Rejoint Unité populaire le 21 août 2015 |
| Vassilikí Léva                   | Phthiotide       |       | SYRIZA              | |
| Andréas Lovérdos                 | Athènes B        |       | PASOK               | |
| Spyrídon Lykoúdis                | Athènes A        |       | La Rivière          | Sixième vice-président |
| Antigóni Lymberáki               | Athènes B        |       | La Rivière          | Représentante parlementaire de La Rivière |
| Rachíl Makrí                     | Kozani           |       | SYRIZA              | Rejoint Unité populaire le 21 août 2015 |
| Chrístos Mandás                  | Ioannina         |       | SYRIZA              | |
| Nikólaos Maniós                  | Cyclades         |       | SYRIZA              | |
| Diamánto Manolákou               | Le Pirée B       |       | KKE                 | |
| Geórgios Marínos                 | Eubée            |       | KKE                 | |
| Ekateríni Márkou                 | Thessalonique B  |       | La Rivière          | |
| Georgía Martínou                 | Attique          |       | Nouvelle Démocratie | |
| Artémios Matthaiópoulos          | Serrès           |       | Aube dorée          | |
| Nikólaos Mavragánis              | Eubée            |       | ANEL                | |
| Geórgios Mavrotás                | Attique          |       | La Rivière          | |
| Aléxandros Meïkópoulos           | Magnésie         |       | SYRIZA              | |
| Evángelos Meïmarákis             | Athènes B        |       | Nouvelle Démocratie | Président du groupe politique de Nouvelle Démocratie à partir du 5 juillet 2015 |
| Andreas Michaïlidis              | Chios            |       | SYRIZA              | |
| Nikólaos Michálakis              | Kardítsa         |       | SYRIZA              | |
| Nikólaos Michaloliákos           | Athènes A        |       | Aube dorée          | Président du groupe politique d'Aube dorée |
| Ioánnis Micheloyannákis          | Héraklion        |       | SYRIZA              | |
| Nikólaos Míchos                  | Eubée            |       | Aube dorée          | |
| Triandáfyllos Mitafídis          | Thessalonique A  |       | SYRIZA              | |
| Panagiótis Mitarákis             | Chios            |       | Nouvelle Démocratie | |
| Aléxis Mitrópoulos               | Attique          |       | SYRIZA              | Premier vice-président |
| Kyriákos Mitsotákis              | Athènes B        |       | Nouvelle Démocratie | Représentant parlementaire de Nouvelle Démocratie |
| Nikólaos Moraïtis                | Étolie-Acarnanie |       | KKE                 | |
| Moustafá Moustafá                | Rhodope          |       | SYRIZA              | |
| Níkos Nikolópoulos               | Achaïe           |       | ANEL                | Représentant parlementaire des Grecs indépendants |
| Nikólaos Orfanós                 | Le Pirée B       |       | La Rivière          | |
| Geórgios Oursouzídis             | Imathie          |       | SYRIZA              | |
| Evyenía Ouzounídou               | Kozani           |       | SYRIZA              | Rejoint Unité populaire le 21 août 2015 |
| Athanásios Pafílis               | Athènes B        |       | KKE                 | Représentant parlementaire du Parti communiste de Grèce |
| Efstáthios Panagoúlis            | Athènes B        |       | SYRIZA              | |
| Ilías Panayiótaros               | Athènes B        |       | Aube dorée          | |
| Nikólaos Panayotópoulos          | Kavala           |       | Nouvelle Démocratie | |
| Geórgios Pándzas                 | Attique          |       | SYRIZA              | Questeur pour la première session ordinaire |
| Athánasios Papachristópoulos     | Athènes B        |       | ANEL                | |
| Athanásios Papadópoulos          | Trikala          |       | SYRIZA              | |
| Ekateríni Papanátsiou            | Magnésie         |       | SYRIZA              | |
| Aléka Paparíga                   | Liste nationale  |       | KKE                 | |
| Chrístos Pappás                  | Liste nationale  |       | Aube dorée          | Représentant parlementaire d'Aube dorée |
| Níkos Pappás                     | Athènes B        |       | SYRIZA              | Ministre d'État |
| Theódoros Parastatídis           | Kilkís           |       | SYRIZA              | |
| Athanásios Petrákos              | Messénie         |       | SYRIZA              | Représentant parlementaire de la SYRIZA jusqu'au 21 août 2015 Rejoint Unité populaire le 21 août 2015 Représentant parlementaire d'Unité populaire                                      |
| Ioánnis Plakiotákis              | Lassithi         |       | Nouvelle Démocratie | |
| Pávlos Polákis                   | La Canée         |       | SYRIZA              | |
| Grigórios Psarianós              | Athènes B        |       | La Rivière          | |
| Eléni Psarréa                    | Messénie         |       | SYRIZA              | Rejoint Unité populaire le 21 août 2015 |
| Geórgios Psychoyiós              | Corinthie        |       | SYRIZA              | |
| Élena Rápti                      | Thessalonique A  |       | Nouvelle Démocratie | |
| Dimítrios Rízos                  | Évros            |       | SYRIZA              | |
| Gavriíl Sakellarídis             | Athènes A        |       | SYRIZA              | Porte-parole du gouvernement jusqu'au 17 juillet 2015 Représentant parlementaire de la SYRIZA à partir du 17 juillet 2015                                                               |
| Mários Salmás                    | Étolie-Acarnanie |       | Nouvelle Démocratie | |
| Antónis Samarás                  | Messénie         |       | Nouvelle Démocratie | Président du groupe politique de Nouvelle Démocratie jusqu'au 5 juillet 2015 |
| Stéfanos Samoïlis                | Corfou           |       | SYRIZA              | Rejoint Unité populaire le 21 août 2015 |
| Nektários Santoriniós            | Dodécanèse       |       | SYRIZA              | |
| Konstantínos Séltsas             | Flórina          |       | SYRIZA              | |
| Dimítrios Sevastákis             | Samos            |       | SYRIZA              | |
| Ioánnis Sifákis                  | Pella            |       | SYRIZA              | |
| Chrístos Simorélis               | Trikala          |       | SYRIZA              | |
| Konstantínos Skandalídis         | Athènes A        |       | PASOK               | |
| Elissávet Skoúfa                 | Piérie           |       | SYRIZA              | |
| Athanásios Skoúmas               | Béotie           |       | SYRIZA              | Rejoint Unité populaire le 21 août 2015 |
| Pános Skourlétis                 | Liste nationale  |       | SYRIZA              | Ministre du Travail et de la Solidarité sociale jusqu'au 17 juillet 2015 Ministre du Redressement productif, de l'Environnement et de l'Énergie à partir du 17 juillet 2015             |
| Panayótis Skouroliákos           | Attique          |       | SYRIZA              | |
| Konstantínos Skrékas             | Trikala          |       | Nouvelle Démocratie | |
| Chrístos Smías                   | Pella            |       | SYRIZA              | |
| Eléni Sotiríou                   | Attique          |       | SYRIZA              | |
| Chrístos Staïkoúras              | Phthiotide       |       | Nouvelle Démocratie | |
| Eléni Stamatáki                  | Le Pirée A       |       | SYRIZA              | |
| Dimítrios Stamátis               | Liste nationale  |       | Nouvelle Démocratie | |
| Afrodíti Stamboulí               | Serrès           |       | SYRIZA              | |
| Geórgios Stathákis               | La Canée         |       | SYRIZA              | Ministre de l'Économie, des Infrastructures, de la Marine marchande et du Tourisme |
| Ioánnis Stathás                  | Béotie           |       | SYRIZA              | Rejoint Unité populaire le 21 août 2015 |
| Ioánnis Stéfos                   | Ioannina         |       | SYRIZA              | |
| Dimítris Stratoúlis              | Athènes B        |       | SYRIZA              | Ministre adjoint de la Sécurité sociale jusqu'au 17 juillet 2015 Rejoint Unité populaire le 21 août 2015 Représentant parlementaire d'Unité populaire                                   |
| Evripídis Stylianídis            | Rhodope          |       | Nouvelle Démocratie | |
| Geórgios Stýlios                 | Arta             |       | Nouvelle Démocratie | |
| Déspina Sveróni-Chondronássiou   | Larissa          |       | Aube dorée          | |
| Emmanouíl Syndychákis            | Héraklion        |       | KKE                 | |
| Antónios Syrígos                 | Cyclades         |       | SYRIZA              | |
| Nikólaos Syrmalénios             | Cyclades         |       | SYRIZA              | |
| Christína Tachiáou               | Thessalonique A  |       | La Rivière          | |
| Stávros Tássos                   | Lesbos           |       | KKE                 | |
| Konstantínos Tasoúlas            | Ioannina         |       | Nouvelle Démocratie | |
| Kyriakí Tektonídou               | Thessalonique A  |       | SYRIZA              | |
| María Theleríti                  | Corinthie        |       | SYRIZA              | |
| Stávros Theodorákis              | La Canée         |       | La Rivière          | Président du groupe politique de La Rivière |
| Theokháris Theokháris            | Athènes B        |       | La Rivière          | Représentant parlementaire de La Rivière |
| Afrodíti Theopeftátou            | Céphalonie       |       | SYRIZA              | |
| Nikólaos Tóskas                  | Liste nationale  |       | SYRIZA              | |
| Ioánnis Tragákis                 | Le Pirée B       |       | Nouvelle Démocratie | |
| Aléxandros Triandafyllídis       | Thessalonique A  |       | SYRIZA              | |
| María Triandafýllou              | Étolie-Acarnanie |       | SYRIZA              | |
| Euclide Tsakalotos               | Athènes B        |       | SYRIZA              | Ministre adjoint des Relations économiques internationales Ministre des Finances à partir du 6 juillet 2015                                                                             |
| Alexándra Tsanáka                | Kavala           |       | SYRIZA              | Rejoint Unité populaire le 21 août 2015 |
| Konstantínos Tsiáras             | Kardítsa         |       | Nouvelle Démocratie | |
| Aléxis Tsípras                   | Athènes A        |       | SYRIZA              | Premier ministre Président du groupe politique de la SYRIZA |
| Vassílios Tsírkas                | Arta             |       | SYRIZA              | Secrétaire pour la première session ordinaire |
| Konstantínos Tsoukalás           | Liste nationale  |       | SYRIZA              | |
| Theodóra Tzákri                  | Pella            |       | SYRIZA              | |
| Charílaos Tzamaklís              | Piérie           |       | SYRIZA              | |
| Konstantínos Tzaváras            | Élide            |       | Nouvelle Démocratie | |
| Danái Tzíka-Kostopoúlou          | Magnésie         |       | SYRIZA              | Secrétaire pour la première session ordinaire |
| Merópi Tzoúfi                    | Ioannina         |       | SYRIZA              | |
| Geórgios Vagionás                | Chalcidique      |       | Nouvelle Démocratie | |
| Fotiní Váki                      | Corfou           |       | SYRIZA              | |
| Nádia Valaváni                   | Athènes B        |       | SYRIZA              | Ministre adjointe des Finances jusqu'au 15 juillet 2015 |
| Sokrátis Vardákis                | Héraklion        |       | SYRIZA              | |
| Athanásios Vardalís              | Thessalonique A  |       | KKE                 | |
| Geórgios Vareménos               | Étolie-Acarnanie |       | SYRIZA              | |
| Yánis Varoufákis                 | Athènes B        |       | SYRIZA              | Ministre des Finances jusqu'au 6 juillet 2015 |
| Miltiádis Varvitsiótis           | Athènes B        |       | Nouvelle Démocratie | |
| Ánna Vayená                      | Larissa          |       | SYRIZA              | |
| Evangelía Vayonáki               | La Canée         |       | SYRIZA              | |
| Evángelos Venizélos              | Thessalonique A  |       | PASOK               | Président du groupe politique du PASOK jusqu'au 14 juin 2015 |
| Apóstolos Vesyrópoulos           | Imathie          |       | Nouvelle Démocratie | |
| Dimítrios Véttas                 | Phthiotide       |       | SYRIZA              | |
| Dimítrios Vítsas                 | Athènes B        |       | SYRIZA              | |
| Geórgios Vláchos                 | Attique          |       | Nouvelle Démocratie | |
| Konstantínos Vlássis             | Arcadie          |       | Nouvelle Démocratie | |
| Mavroudís Vorídis                | Attique          |       | Nouvelle Démocratie | |
| Sofía Voúltepsi                  | Athènes B        |       | Nouvelle Démocratie | |
| Níkos Voútsis                    | Athènes A        |       | SYRIZA              | Ministre de l’Intérieur et des Réformes administratives |
| Ioánnis Vroútsis                 | Cyclades         |       | Nouvelle Démocratie | Représentant parlementaire de Nouvelle Démocratie |
| Andréas Xanthós                  | Réthymnon        |       | SYRIZA              | Ministre adjoint de la Santé |
| Stavroúla Xoulídou               | Thessalonique B  |       | ANEL                | |
| Níkos Xydákis                    | Athènes B        |       | SYRIZA              | Ministre adjoint de la Culture |
| Yerásimos Yakoumátos             | Athènes B        |       | Nouvelle Démocratie | |
| Efstáthios Yannakídis            | Xánthi           |       | SYRIZA              | |
| Stéryos Yannákis                 | Préveza          |       | Nouvelle Démocratie | |
| Fófi Gennimatá                   | Athènes B        |       | PASOK               | Présidente du groupe politique du PASOK à partir du 14 juin 2015 |
| Eléni Yerassimídou               | Thessalonique B  |       | KKE                 | |
| Ólga Yerovassíli                 | Arta             |       | SYRIZA              | Représentante parlementaire de la SYRIZA jusqu'au 17 juillet 2015 Porte-parole du gouvernement à partir du 17 juillet 2015                                                              |
| Vassílios Yóyakas                | Thesprotie       |       | Nouvelle Démocratie | |
| Konstantínos Zachariás           | Arcadie          |       | SYRIZA              | |
| Zíssis Zánnas                    | Piérie           |       | SYRIZA              | Secrétaire pour la première session ordinaire Rejoint Unité populaire le 21 août 2015                                                                                                   |
| Eléni Zaroúlia                   | Athènes B        |       | Aube dorée          | |
| Ioánnis Zerdelís                 | Lesbos           |       | SYRIZA              | Rejoint Unité populaire le 21 août 2015 |
| Chouseïn Zeïmpék                 | Xánthi           |       | SYRIZA              | |
| Kóstas Zouráris                  | Thessalonique A  |       | ANEL                | |